# Давид Ноланд
«Давид Ноланд» (фр. David Nolande) - французько-бельгійський науково-фантастичний телесеріал за сценарієм Джоеля Хуссена. У Бельгії прем'єра відбулася 26 вересня 2006 року на RTBF, у Франції 6 грудня на France 2. У Польщі трансляція телесеріалу відбулася 12 липня 2007 року на TVP1.

## Сюжет
Давид Ноланд, головний герой, успішний працівник рекламного агентства, повертається додому з вечірки, організованої його босом. Він розмовляє з дружиною по мобільному і раптом помічає на дорозі собаку. Він намагається його об'їхати, буксує, раптово з'їжджає з дороги й падає прямісінько до будинків, що стоять неподалік. Як пізніше з'ясовується, там жила циганська відьма. Непритомний Давид потрапляє до лікарні. Його життю більше нічого не загрожує, але його репутація може бути під загрозою через нещасний випадок, оскільки він був п'яний. Після судового засідання до нього підходить старий циган і лає його. Щоб спокутувати провину, Давиду необхідно врятувати багато життів. Якщо він цього не зробить, хтось із його близьких помре. Йому починають снитися дивні сни про смерть різних людей. Давид знає, що він повинен знайти цих людей і врятувати їм життя.

## У ролях
- Фредерік Діфенталь: Давид Ноланд
- Ельза Кікоін: Корін Ноланд
- Едуард Монтут: Франк
- Жан Луї Фолк'є: Совер
- Манон Ланно: Наташа
- Еммануель Патрон: Матьє
- Клод Фаральдо: Алексіан
- Гвендолін Хамон
- Жозіан Баласко

## Нагороди
- Фестиваль Сен-Тропе 2006 в категорії найбільшого дебюту
- Фестиваль Сен-Тропе 2006 у номінації «Найкращий режисер»
- Фестиваль Сен-Тропе 2006 в категорії найкращі візуальні та звукові ефекти

## Виробництво
Автором оригінальної музики та диригентом був Крістоф Ла Пінта.
Після нагород, отриманих на фестивалі в Сен-Тропе, France 2 замовив другий сезон з дванадцяти епізодів. Однак режисер мав певні труднощі з дотриманням умов, встановлених France 2, тому розробку другого сезону було припинено.

## Епізоди

### Сезон 1 (2006)
| # | Назва             |
| - | ----------------- |
| 1 | Витрачені зусилля |
| 2 | Здобич полум'я    |
| 3 | Годинник долі     |
| 4 | Крещендо          |
| 5 | Неслухняні собаки |
| 6 | Карта диявола     |